# Manfred Lukas-Luderer

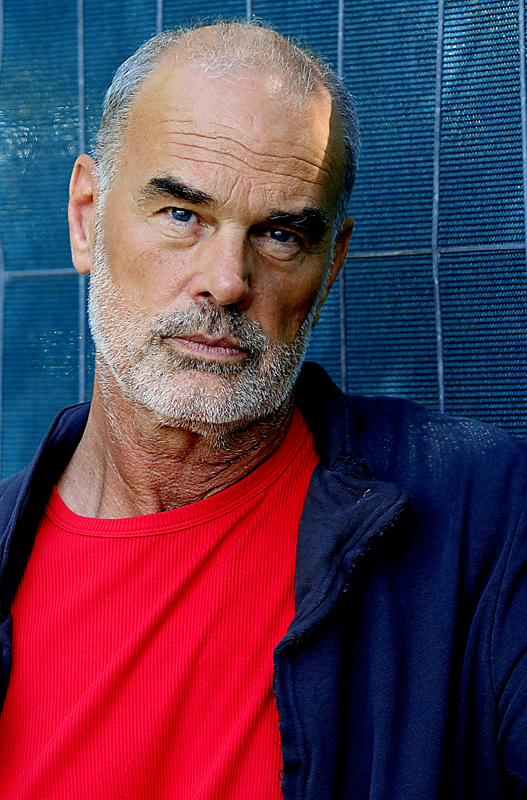
Manfred Lukas-Luderer 2012

Manfred Lukas-Luderer (* 29. Jänner 1951 in Klagenfurt) ist ein österreichischer Theater- und Filmschauspieler sowie Regisseur.

## Leben
Manfred Lukas-Luderer studierte Schauspiel am Max Reinhardt Seminar in Wien, darauf folgten Engagements unter anderem am Burgtheater, Stadttheater Klagenfurt, Schauspielhaus Graz, Theater in der Josefstadt und Schauspielhaus Zürich. Er spielte in Stücken wie Goethes Faust I und II (Graz), Wahlverwandtschaften, Die Räuber oder als Valère in Tartuffe. 2009 und 2010 spielte er die Titelrolle in Nathan der Weise im Steinbruch Krastal. Von 2011 bis 2014 war er Intendant der Sommerbühne Steinbruch Krastal-Kärnten. Lukas-Luderer spielte auch in mehr als 50 Film- und Fernsehproduktionen. Seine erste Fernsehrolle war eine Hauptrolle in dem 6-Teiler Das Dorf an der Grenze. Er war auch in Serien wie SOKO Donau und mehrmals im Tatort, auch in Dieter Berners Alpensaga, Andreas Hofer, der Columbia TriStar Produktion Powder Park und in der Trilogie Dr. Julius Kugy, für dessen Darstellung er den Großen Österreichischen Fernsehpreis erhielt, zu sehen.

## Filmografie (Auswahl)
- 1978: Der Jagdgast
- 1979: Das Dorf an der Grenze – Kärnten 1920 (Fernsehserie)
- 1979: Die Alpensaga – Der deutsche Frühling (Fernsehserie)
- 1980: Die Alpensaga – Ende und Anfang (Fernsehserie)
- 1981: Der richtige Mann
- 1982: Das Dorf an der Grenze – Kärnten 1948–1960 (Fernsehserie)
- 1983: Das Dorf an der Grenze – Kärnten 1966–1976 (Fernsehserie)
- 1984: Die Wolken sind rot
- 1984: Dr. Julius Kugy (Titelrolle)
- 1987: Tatort – Die offene Rechnung
- 1988: Der vierte Mann – Dreiteiler
- 1990: Die Erpressung
- 1994: Tatort – Ostwärts
- 1995: Lieben wie gedruckt (13 Folgen)
- 1997: Kap der Guten Hoffnung
- 1998: Kommissar Rex
- 1998: Die Neue – eine Frau mit Kaliber
- 2000: Tatort – Passion
- 2002: Andreas Hofer – Die Freiheit des Adlers
- 2004: Tödlicher Umweg
- 2004: Welcome Home
- 2005–2009: Powder Park – Serie, durchgehende Hauptrolle (26 Folgen)
- 2008: SOKO Donau

## Theater

### Theaterrollen (Auswahl)
- 2020 "The Who and the What" A. Akhtar, Afzal
- 2019 "Vier Sternstunden" D. Glattauer, Trömerbusch
- 2017: "Heilig Abend" D. Kehlmann, Kommissar
- 2016: "Einfach kompliziert" (Thomas Bernhard)
- 2015: Das letzte Band (Beckett)-  Krapp, Steinbruch Krastal
- 2014: Leben des Galilei (Bertolt Brecht) -  Galilei, Steinbruch Krastal
- 2013: Der zerbrochne Krug (Kleist)-  Dorfrichter Adam, Steinbruch Krastal
- 2011: Faust (Goethe) - Faust, Steinbruch Krastal
- Jedermann – Bad Hersfeld (Inszenierung, Regie, Schauspieler, Oberspielleitung) – 3 Jahre
- Tartuffe – Tartuffe (Molière)
- Die Bergbahn (Ödön von Horváth)
- Volpone – (Ben Jonson), Volpone
- Unter Aufsicht – J. Genet, Grünauge
- Der Irre – John Clare (Edward Bond)
- Blaubart – Blaubart (Georg Trakl)
- Sladek oder die schwarze Armee – Rübezahl (Ödön von Horváth)
- Pioniere in Ingolstadt – Karl (Marieluise Fleißer)
- Der Schatten eines Rebellen [The Shadow of a Gunman] – Rolle: Seumas Shields (O’Casey)
- Jagdszenen aus Niederbayern – Rolle: Rovo (Martin Sperr)
- Katzelmacher (Rainer Werner Fassbinder)
- Die Jagd nach den Raben (Eugène Labiche)
- So eine Liebe (Pavel Kohout) – Rolle: Wenzel Kral
- Schreber [Oper] (Peter Androsch) – Rolle: Schreber
- Ist das nicht mein Leben (UA) – Inszenierung
- Der Kärntner Jedermann – Inszenierung
- Leben des Galilei – Rolle: Andrea Sarti (Bertolt Brecht)
- Mit der Faust ins offene Messer – Rolle: Paulo (Augusto Boal)
- Faust I und Faust II – Rolle: Faust (Goethe)
- Die Räuber – Rolle: Karl Moor (Friedrich Schiller)
- Dantons Tod – Rolle: Jean Just
- Martin Luther und Thomas Müntzer oder Die Einführung der Buchhaltung (Dieter Forte)
- Memory Hotel – Rolle: Eduard (Wolfgang Bauer)
- Was Ihr Wollt – Rolle: Bleichenwang (William Shakespeare)
- Tschechow in Jalta – Rolle: Tschechow (John Driver, Jeffrey Haddow)
- Maß für Maß – Rolle: Herzog Vincentio (William Shakespeare)
- Das Sennentuntschi (Hansjörg Schneider)
- Professor Bernhardi – Rolle: Pfarrer (Arthur Schnitzler)
- Der Geizige (Molière)
- Der Letzte Gast (Thomas Hürlimann)
- Der Revisor (Gogol)
- Kinder der Sonne – Rolle: Pawel (Maxim Gorki)
- Noch einen Letzten [One for the Road] – Rolle: Verhörer „Nicolas“ (Harold Pinter)
- Party-Time (Harold Pinter)
- Clavigo – Rolle: Carlos (Goethe)
- Jedermann – Jedermann (Hugo von Hofmannsthal)
- Das Fieber (ÖEA) (Wallace Shawn)
- Faust (im Steinbruch Krastal) – Rolle: Faust / Inszenierung (Goethe)
- Nathan der Weise – Rolle: Nathan
- Der Süden lebt – Festivalinszenierung

### Inszenierungen (Auswahl)
- 2018 "Fremdenzimmer" Peter Turrini
- 2015 "Das letzte Band"- Beckett; "Bis dass der Tag euch scheidet"- Peter Handke
- 2014 "Das Leben des Galilei" - Brecht
- 2013 "Der zerbrochne Krug" - Kleist
- 2013 "Hemma- eine Gottesweibspassion"- Franzobel
- 2012 UA- "Sara und ihre Männer"- Oper Cahrintischer Sommer, Komposition  B. Strobl
- 2011 "Faust" J.W. Goethe im Steinbruch Krastal
- Der junge Hitler (Franzobel)
- Jedermann - (Hugo von Hofmannsthal)
- Mroschek
- Die Zofen (Jean Genet)
- Blasius - (Gerda Maria Hofmann)
- Das Ballett der Manager (für den Steirischen Herbst) (Hans Gigacher)
- Warten auf Godot (Samuel Beckett)
- Ist das nicht mein Leben (Ken Harrison)
- Der Kärntner Jedermann
- Who’s live is it anyway - Ist das nicht mein Leben
- Astoria - (Jura Soyfer)
- Der Held der westlichen Welt - (John Millington Synge)
- Das Stück mit dem Hammer - (Harald Sommer)
- Gegenliebe (Arnulf Ploder)
- Das Spiel von Liebe und Zufall (Pierre Carlet de Marivaux)
- Der Süden lebt - Festivalinszenierung

## Auszeichnungen
- 2014: Großes Ehrenzeichen des Landes Kärnten
- 1994: Großer österreichischer Fernsehpreis für die Darstellung des Dr. Julius Kugy im gleichnamigen Film.